# Wilfried Pallhuber
Wilfried Pallhuber (Anterselva, 4 de agosto de 1967) es un deportista italiano que compitió en biatlón. Ganó seis medallas en el Campeonato Mundial de Biatlón entre los años 1990 y 1997.

## Palmarés internacional
| Campeonato Mundial | Campeonato Mundial   | Campeonato Mundial | Campeonato Mundial |
| Año                | Lugar                | Medalla            | Prueba             |
| ------------------ | -------------------- | ------------------ | ------------------ |
| 1990               | Oslo (Noruega)       | Medalla de oro     | Relevos            |
| 1991               | Lahti (Finlandia)    | Medalla de oro     | Equipo             |
| 1993               | Borovets (Bulgaria)  | Medalla de oro     | Relevos            |
| 1994               | Canmore (Canadá)     | Medalla de oro     | Equipo             |
| 1997               | Osrblie (Eslovaquia) | Medalla de oro     | Velocidad          |
| 1997               | Osrblie (Eslovaquia) | Medalla de bronce  | Relevos            |